# Dream Factory (ラジオ番組)
Dream Factory（ドリーム・ファクトリー）は、1989年4月から2004年9月まで放送したラジオ番組（音楽番組）である。かつて7局ネットで放送していた。

## 概要
1996年からは番組制作・プロデュースを「有限会社ページワン」が担当し、後に茨城放送（現在のLuckyFM茨城放送）がネットに加わった。1999年より栃木放送がネットに加わり、2004年9月まで放送した。現在は放送を終了していて、どの局とも2006年現在はレコメン!（文化放送発同時ネット）の枠となっている。

## ディスクジョッキー
1996年4月 -
- HIDE2（月曜、 - 1996年9月）
- 棚橋由美（火曜）
- ディテイルス（火曜）
- 佐野文俊（水曜）
- EDU（木曜）
- NOW（木曜）
- 市川展丈（金曜、 - 2000年3月）（木曜、2000年4月 - ）

1996年10月 -
- 松井菜桜子（月曜、 - 1997年3月）
- リトルバッハ（火曜、 - 1997年9月）
- KINUYO（火曜、 - 1997年3月）
- SEIROCK（木曜、 - 1997年3月）
- 沢田知可子（木曜、 - 1997年3月）

1997年4月 -
- 石川耕作（月曜、 - 1998年3月）（木曜、1998年4月 - 1999年3月）
- 岩沢慶明（水曜、 - 1997年9月）
- マジック（木曜、 - 1997年9月）

1997年10月 -
- 矢村貴子（月曜、 - 1998年3月）
- 永井信子（火曜、 - 1998年9月）
- マドカ（火曜、 - 1998年3月）
- 小田切明広（水曜）
- 薗部浩昭（水曜、 - 1998年9月）
- ロマンスフォー（木曜、 - 1998年3月）
- 斎藤敦史（木曜、 - 1998年3月）

1998年4月 - 1999年3月
- ズッピー（月曜）
- スリーディーズ（月曜）
- 堀江紀子（火曜）
- 沢崎直美（木曜）

1998年10月 - 2000年3月
- 長谷川あゆ（火曜）

1999年4月 -
- AK LIVE（ARCHE&石川耕作、月曜、 - 2000年9月）
- 矢口昌代（火曜、 - 2000年3月）
- 佐藤貴博（木曜、 - 2000年3月）（金曜、2000年4月 - 2000年9月）

2000年4月 - 2000年9月
- ラグーナ（火曜）
- 加藤真由（火曜）
- 山蔭大雄（金曜）

2000年10月 - 2001年3月
- La'cryma Christi（月曜、- 2001年3月）
- 大島暁美（月曜）
- 深井真美（火曜）
- 笠原弘子（火曜）
- 市川博樹（ARCHE）（金曜、- 2001年3月）

2001年4月 -
- FAIRY FORE（月曜）
- 森雅紀（金曜）

その他
- DJ-ISHIMATSU

ほか

## 放送時間
- 月曜 - 金曜 24:00 - 25:00
2004年9月の放送終了時、栃木放送は月 - 木曜をネットで、金曜のみ別番組をネット。
また、番組開始前の事前番組もあった。

## ネット局
- HBC 北海道放送（1989.4 - 1999.3）
- IBS[注 1] 茨城放送（1996.4 - 2004.9）
- CRT 栃木放送（1999.4 - 2004.9）
- YBS 山梨放送（1990.4 - 1994.3）
- WBS 和歌山放送（1991.10 - 2000.9、2001.1 - 2001.3）
- RKC 高知放送（1989.4 - 1994.3）
- MRT 宮崎放送（1989.4 - 1994.3）